# Prezydenci Uzbekistanu
Lista prezydentów Uzbekistanu obejmuje okres w historii Uzbekistanu od momentu powstania urzędu prezydenta w Uzbeckiej SRR, poprzez moment ogłoszenia niepodległości tego kraju 1 września 1991, do dziś. W rękach prezydenta znajduje się praktycznie cała władza wykonawcza w państwie.
Prezydent Uzbekistanu jest wybierany w wyborach powszechnych na pięcioletnią kadencję, z możliwością jednej reelekcji. Ostatnie wybory odbyły się 4 grudnia 2016, które wygrał Shavkat Mirziyoyev z wynikiem 88,61% głosów. 

## Uzbecka Socjalistyczna Republika Radziecka
| #                        | Imię i nazwisko           | Portret | Objął urząd   | Zdał urząd      | Partia polityczna                         |
| ------------------------ | ------------------------- | ------- | ------------- | --------------- | ----------------------------------------- |
| Prezydenci Uzbeckiej SRR |                           |         |               |                 |                                           |
| 1                        | Islom Karimov (1938–2016) |         | 24 marca 1990 | 1 września 1991 | Komunistyczna Partia Związku Radzieckiego |

## Republika Uzbekistanu
| #                      | Imię i nazwisko                                   | Portret | Objął urząd     | Zdał urząd      | Partia polityczna           |
| ---------------------- | ------------------------------------------------- | ------- | --------------- | --------------- | --------------------------- |
| Prezydenci Uzbekistanu |                                                   |         |                 |                 |                             |
| 1                      | Islom Karimov (1938–2016)                         |         | 1 września 1991 | 2 września 2016 | OXDP / Oʻzlidep             |
| –                      | Nigʻmatilla Yoʻldoshev pełniący obowiązki (1962–) |         | 2 września 2016 | 8 września 2016 | Milliy Tiklanish            |
| 2                      | Shavkat Mirziyoyev (1957–)                        |         | 8 września 2016 | nadal urzęduje  | Milliy Tiklanish / Oʻzlidep |